# Last Hurrah for Chivalry
Last Hurrah for Chivalry (br:A Jugular Blindada) é um filme de ação de 1979, dirigido e escrito por John Woo.

## Sinopse
Last Hurrah for Chivalry  é uma história sobre dois assassinos de aluguel chamados Chang e Green. Os dois são mestres espadachins,mas sem fidelidade. Eles decidem ajudar Kao Pang, um próspero comerciante local a buscar vingança contra um mestre de Kung Fu. O enredo contém várias reviravoltas , e os personagens se questionam a quem devem confiar. A história finalmente termina com uma revelação a respeito de quem realmente têm honra.

## Elenco
- Damian Lau...Tsing Yi/Green
- Wei Pai...Chang
- Lau Kong...Kao Pang
- Lee Hoi-sang...Pak Chung Tong
- Ngai Chau-wa...Cortesã